# 체크인 한양
《체크인 한양》은 2024년 12월 21일부터 2025년 2월 9일까지 방송된 채널A 토일 드라마다.

## 기획 의도
왕의 궁궐보다 더 화려하고 부귀가 넘친다는 조선 최대 객주 용천루에 조선시대 MZ 청춘들이 입사하면서 벌어지는 이야기를 다룬 파란만장한 로맨스 코미디 사극

## 제작진

### 제작사
- 위매드
- 래몽래인
- 스토리네트웍스
- 포니캐년 (공동 제작 / 투자사) : 사장돌 마트 공동 제작 / 투자

### 극본
- QWEWQE박현진

### 연출
- 명현우 : tvN 《O'PENing - 그랜드 샤이닝 호텔》(연출), tvN 《드라마 스테이지 - 소풍 가는 날》(연출), 베트남 VTV 《오늘도 청춘》(연출), OCN 《써치》(연출), tvN 수목 드라마 《제3병원》(연출) 연출

## 등장 인물
- (†) 표시는 드라마 상에서 최종적으로 사망한 인물이다.

### 주요 인물
- 배인혁 : 무영군 이은 / 이은호 역 - "무엄하다! 내가 경거망동 말라 했거늘!"

천방주와 병판에게 휘둘리는 무기력한 왕 이현위의 아들, 왕자 무영군 이은.
- 김지은 : 홍덕수 / 홍재온 역 (아역: 김윤슬) - “사나이 홍덕수, 나의 목표는 용천루다”

부족한 거 하나 없이 곱게 자란 아가씨 홍재온은 아버지의 죽음 이후 그의 유언대로 남장여자 홍덕수로 살아왔다. 아버지가 남긴 유품 황동금시를 품고.
- 정건주 : 천준화 역 - “우리 한 배를 타고 폭풍우를 건너 보세“

딱 벌어진 어깨에 귀티 나는 외모, 그리고 언제나 엽전이 붙는 사주를 지닌 용천루 태상방주의 아들.
- 박재찬 : 고수라 역 - “하오나! 그것은 옳지 않습니다!”

옳고 그른 걸 소신 있게 판단하고 행동하는 조선의 바른 생활 청년

### 용천루 사람들
- 김민정 : 설매화 역 (특별출연) - ”나를 찾았느냐“ 용천루의 총지배인, 대각주. 홍덕수의 목표 대상.

- 김의성 : 천 방주 역 - 용천루의 주인, 태상방주. 돈으로 한양을 지배하는 금권의 왕.

- 김영준 : 유수인 역 - 용천우 접객부감, 객실과 연회장에서 손님을 맞이하는 접객부의 최고 책임자.

- 최민철 : 조승량 역 - 용천루 관리부감, 용천루의 보안과 시설, 비품 관리를 담당하는 관리부의 책임자. 천방주가 시키는 일도 도맡아 한다.

- 정은표 : 장숙수 역 - 용천루의 식재부감, 용천루의 먹거리를 책임지는 식재부의 장. 꾸준한 연구로 창의적인 요리를 만들어 낸다.

- 김윤배 : 방사선 역 - 용천루의 사환 교육을 담당하는 교관사환

- 이규복 : 박성진 역 - 책임사환, 책임사환들 중 리더격으로 대각주 설매화를 보좌한다. 의주상단 출신.

- 전혜연 : 지연희 역 - 책임사환, 깔끔한 일처리로 용천루 사환들의 귀감이 되는 존재. 책임사환들 중 제일 흙수저 출신.

- 정동훈 : 허동규 역 - 책임사환, 출세욕이 강하다. 의주상단 출신으로, 의주상단의 후계자인 명호에게 잘 보이려 애쓴다.

- 이호원 : 김명호 역 - 최상방에 배정된 의주상단 출신 교육사환이자, 의주상단의 차기 후계자.

- 김광섭 : 민두식 역 - 최상방에 배정된 의주상단 출신 교육사환, 명호의 오른팔을 자처한다.

- 경기현 : 맹석삼 역 - 최상방에 배정된 의주상단 출신의 교육사환, 명호의 왼팔을 맡고 있다.

- 서범석 : 변상우 역 - 최상방에 배정된 의주상단 출신 교육사환, 명호에게 무시당하면서도 꿋꿋이 똘마니를 자처한다.

### 용천루 밖 사람들
- 윤제문 : 오영락 역 - 병조판서, 왕의 장인이자 권신.

- 한재석 : 이현위 역 - 권신들에게 놀아나는 무기력한 왕, 무영군 이은의 아버지. 날뛰는 권신들을 제거하고자 아들 무영군 이은에게 은밀한 지시를 내린다.

- 김현진 : 은성군 역 - 무영군 이은의 사촌 형이자, 승하한 선왕의 아들.

- 배재원 : 범호 역 - 무영군 이은의 곁을 지키는 호위무사

- 최덕문 : 홍민식 역(†) - 홍재온(홍덕수)의 아버지

- 김영선 : 좌판댁 역(†) - 12년 전 선왕이 승하하던 날, 자기 집으로 도망쳐 온 여자아이 홍재온을 받아준다.

- 임소윤 : 구실 역 - 덕수의 소꿉친구

- 권은빈 : 도경 역 - 병조판서 오영락의 조카딸, 조실부모하고 기댈 곳이라고는 삼촌인 병판뿐이다.

### 그 외 인물
- 김강연 : 용천루의 교육생 역

- 송현찬

- 김태풍

- 오가빈 : 여자 사환 역

### 기타 인물
- 허건영 : 만돌 역

- 김정은 : 부부인 역

- 김주원 : 선양군 역

- 미상 : 여자 사환 역

- 미상 : 호위 무사 역

- 미상 : 나졸 역

- 미상 : 청나라 사신 역

- 미상 : 왕이 보낸 자객 역

- 고두심 : 의주상단 단주 역

## 참고 사항
- 정건주, 재찬은 MBC 금토 드라마 《우리, 집》 이후 7개월 만에 재회해 캐스팅 됐다.